# Руло (Небраска)
Руло (англ. Rulo) — селище (англ. village) в США, в окрузі Річардсон штату Небраска. Населення — 145 осіб (2020).

## Географія
Руло розташоване за координатами 40°3′6″ пн. ш. 95°25′50″ зх. д. / 40.05167° пн. ш. 95.43056° зх. д. (40.051659, -95.430573).  За даними Бюро перепису населення США в 2010 році селище мало площу 1,63 км², уся площа — суходіл.

### Клімат
| Клімат : Руло           | Клімат : Руло | Клімат : Руло | Клімат : Руло | Клімат : Руло | Клімат : Руло | Клімат : Руло | Клімат : Руло | Клімат : Руло | Клімат : Руло | Клімат : Руло | Клімат : Руло | Клімат : Руло | Клімат : Руло |
| Показник                | Січ.          | Лют.          | Бер.          | Квіт.         | Трав.         | Черв.         | Лип.          | Серп.         | Вер.          | Жовт.         | Лист.         | Груд.         | Рік           |
| Абсолютний максимум, °C | 21,7          | 26,7          | 32,2          | 35,6          | 38,3          | 41,7          | 42,8          | 42,8          | 40,0          | 35,6          | 28,3          | 23,9          | 42,8          |
| Середній максимум, °C   | 1,7           | 5,6           | 12,2          | 18,9          | 25,0          | 30,6          | 33,3          | 31,7          | 27,2          | 20,0          | 10,6          | 3,3           | 18,3          |
| Середній мінімум, °C    | −10           | −7,2          | −1,7          | 4,4           | 10,6          | 16,1          | 18,3          | 16,7          | 11,7          | 5,6           | −1,7          | −7,8          | 4,4           |
| Абсолютний мінімум, °C  | −28,9         | −27,8         | −27,2         | −13,3         | −1,7          | 3,9           | 5,0           | 5,0           | −3,9          | −11,1         | −20           | −33,9         | −33,9         |
| Норма опадів, мм        | 22            | 24            | 62            | 81            | 110           | 97            | 133           | 109           | 101           | 66            | 59            | 26            | 890           |
| ----------------------- | ------------- | ------------- | ------------- | ------------- | ------------- | ------------- | ------------- | ------------- | ------------- | ------------- | ------------- | ------------- | ------------- |
| Джерело:                |               |               |               |               |               |               |               |               |               |               |               |               |               |

## Демографія
Згідно з переписом 2010 року, у селищі мешкали 172 особи в 85 домогосподарствах у складі 43 родин. Густота населення становила 106 осіб/км².  Було 116 помешкань (71/км²).
Расовий склад населення:
| - 70,9 % — білих - 23,8 % — корінних американців - 0,6 % — вихідців з тихоокеанських островів |

До двох чи більше рас належало 4,7 %. Частка іспаномовних становила 0,6 % від усіх жителів.
За віковим діапазоном населення розподілялося таким чином: 18,6 % — особи молодші 18 років, 59,9 % — особи у віці 18—64 років, 21,5 % — особи у віці 65 років та старші. Медіана віку мешканця становила 48,0 року. На 100 осіб жіночої статі у селищі припадало 100,0 чоловіків;  на 100 жінок у віці від 18 років та старших — 102,9 чоловіків також старших 18 років.
Середній дохід на одне домашнє господарство  становив 43 178 доларів США (медіана — 39 861), а середній дохід на одну сім'ю — 52 340 доларів (медіана — 60 223). За межею бідності перебувало 12,2 % осіб, у тому числі 8,9 % дітей у віці до 18 років та 15,0 % осіб у віці 65 років та старших.
Цивільне працевлаштоване населення становило 95 осіб. Основні галузі зайнятості: транспорт — 33,7 %, мистецтво, розваги та відпочинок — 23,2 %, роздрібна торгівля — 10,5 %, публічна адміністрація — 9,5 %.